# Jean-Baptiste Lepère
Jean-Baptiste Lepère (Parigi, 1º dicembre 1761 – Parigi, 16 luglio 1844) è stato un architetto francese, suocero dell'architetto Jacques Hittorff.

## Biografia
Fu il progettista insieme al genero della chiesa di San Vincenzo de' Paoli di Parigi, e uno degli architetti che hanno lavorato all'innalzamento della Colonna Vendôme. Bonaparte portò Lepère con sé in Egitto per verificare la realizzabilità di un collegamento tra il Mar Mediterraneo con il Mar Rosso attraverso il delta del Nilo. In quegli anni produsse anche alcuni disegni delle rovine egizie.